# عمار رضوان
عمار رضوان (22 نوفمبر 1969-)،  مخرج سوري وُلد في مدينة السويداء.

## حياته
بدأ مسيرته الفنية ممثلاً على خشبة مسارح مدينته أثناء المرحلة الإعدادية. واصل نشاطه المسرحي مع منظمة الشبيبة، ثم انتقل إلى مسارح القطاع الخاص، حيث شارك في عدد من الأعمال المسرحية، قبل أن يدخل مجال الدراما التلفزيونية كممثل.
بعد تخرجه من المعهد المتوسط للزراعة، بدأ رضوان مرحلة جديدة في مسيرته الفنية. تتلمذ على يد المخرج السينمائي جميل ولاية لمدة عامين، ثم عمل مساعد مخرج مع عدد من كبار المخرجين في التلفزيون السوري، مثل هيثم حقي، محمد عزيزية، عصام موسى، يوسف رزق، وغيرهم، وذلك من عام 1990 وحتى 2005.
في عام 2003، أخرج أول عمل تلفزيوني له بعنوان "سجن بلا أبواب"، الذي كان انطلاقته كمخرج. توالت أعماله بعد ذلك، حتى أصبح واحداً من أبرز المخرجين الشباب في الدراما السورية.
| اسم المسلسل   | سنة الإنتاج |
| ------------- | ----------- |
| السنونو \|-   | 2021        |
| يا صديقي      | 2010        |
| قلوب صغيرة    | 2009        |
| نص درزن       | 2008        |
| هيك تجوزنا    | 2008        |
| سيرة الحب     | 2007        |
| هذا العالم    | 2007        |
| سجن بلا ابواب | 2005        |
| مافي شي       | 2002        |
| رقصة الحبارى  | 1999        |